# David Oxley
David Oxley (7 de novembro de 1920 — 30 de outubro de 1985) foi um ator inglês que fez muitas aparições em televisão e cinema durante um período de 35 anos. É mais conhecido por retratar Sir Hugo Baskerville em O Cão dos Baskervilles (1959) e papel importante do Capitão W. Stanley Moss em Ill Met by Moonlight (1957), baseado na verdadeira história de Heinrich Kreipe. Também apareceu em Bunny Lake Is Missing (1965) e House of the Living Dead (1974). Suas aparições na televisão incluía Danger Man (1960).
David sofreu um derrame em outubro de 1985 enquanto estava no seu hotel em Málaga, Espanha. Seu amigo, autor Graham Murray, estava ao seu lado na cama quando veio a falecer.